# Ubli (gmina Podgorica)
Ubli (cyr. Убли) – wieś w Czarnogórze, w gminie Podgorica. W 2011 roku liczyła 228 mieszkańców.